# Emmanuel Reichenberger
Emmanuel (manchmal auch Emanuel) Johannes Reichenberger (* 5. April 1888 in Vilseck, Oberpfalz; † 2. Juli 1966 in Wien) war ein deutscher römisch-katholischer Priester und sudetendeutscher Publizist. Während der Endphase des Zweiten Weltkriegs entwickelte er sich zum „Vater der Heimatvertriebenen“ und zum Gegner der Vertreibungspolitik und der Kollektivschuldthese, wie sie unter den Alliierten weit verbreitet waren. Er leistete vor dessen Anschluss an das Dritte Reich im Sudetenland Widerstand gegen den Nationalsozialismus.

## Leben und Tätigkeit
Nach dem Besuch des am Gymnasium in Amberg entschied Reichenberger sich für die geistliche Laufbahn. Von 1908 bis 1912 studierte er Theologie in Regensburg. 1912 wurde er im Dom zu Leitmeritz durch den Bischof Josef Gross zum Priester geweiht. Anschließend wurde er als Kaplan im damals zur k.u.k. Monarchie gehörenden Böhmen ansässig: Er wurde zum Kaplan der Pfarrei Röchlitz im Bistum Leitmeritz ernannt. Heute gehört diese Gemeinde zu Reichenberg im Isergebirge. Seit dieser Zeit engagierte er sich stark im katholischen Verbandswesen Böhmens, so war er zum Beispiel Mitglied mehrerer katholischer Studentenverbindungen (KDStV Ferdinandea Prag, KDStV Nibelungia Brünn, KDStV Nordgau Prag und KDStV Saxo-Bavaria Prag).
Nach dem Ersten Weltkrieg widmete Reichenberger sich schwerpunktmäßig dem katholischen Vereinsleben und der katholischen Jugendarbeit.
Von 1935 bis 1938 stand Reichenberger als Vorsitzender an der Spitze des Volksbundes der deutschen Katholiken, der Einheitsorganisation der deutschen Katholiken in der Tschechoslowakei, deren treibende Persönlichkeit er bereits seit den frühen 1920er Jahren gewesen war. Der Volksbund war Träger der gesamten Kultur- und Schulungsarbeit der deutschen Katholiken im Sudetenland. Reichenberger war als Gegner der Sudetendeutschen Partei (SdP) Konrad Henleins bekannt und hatte den Namen Der Rote Kaplan bekommen, wegen seines sozialen Engagements zu Gunsten der verarmten Arbeiter und seiner Bereitwilligkeit zur Zusammenarbeit mit sozialdemokratischen Gruppen.
Reichenberger fürchtete, dass ein Aufstieg des Nationalsozialismus zur Verschärfung des Konfliktes der sudetendeutschen Katholiken mit der ohnehin antiklerikal eingestellten Regierung der Tschechoslowakei führen würde und dass ähnlich wie im NS-Reich das „Neuheidentum“ unter den Deutschen in Böhmen von der SdP und der NSDAP verbreitet werden würde. Daher engagierte er sich publizistisch sowie in seiner Arbeit innerhalb des katholischen Vereinswesens in der Tschechoslowakei gegen den Nationalsozialismus.

### Zeit des Nationalsozialismus und Emigration
Am 16. September 1938 sprach der „rote Kaplan“ Reichenberger vor dem tschechoslowakischen Rundfunk Radio Prag und verurteilte die SdP-Bestrebungen zur Vereinigung mit dem Deutschen Reiche:
„Wir stehen vor dem Rande des Abgrundes. Eine ungehemmte Kampagne des Hasses hat ihre ersten Opfer gefordert. Ich spreche als Deutscher, der sein Volk und seine Heimat liebt und der sie vor der Zerstörung behüten will. Wir dürfen nicht das Joch und den Fluch der restlichen Welt tragen. Ich spreche als Mensch und als Christ, der in jeder menschlichen Seele das Gleichnis Gottes erkennt, der glaubt an würdigere Methoden zur Beseitigung menschlicher und innerstaatlicher Meinungsverschiedenheiten als Krieg und Vernichtung. Sudetendeutsche Männer und Frauen: denkt an eure Verantwortung vor Gott, eurer Heimat und unserem Volke. Betet, arbeitet, opfert für den Frieden. Gott will es!“
Nach der Annexion der Sudetengebiete durch das Deutsche Reich im Oktober 1938 ging Reichenberger, um sich dem Zugriff der nationalsozialistischen Verfolgung zu entziehen, zunächst in den vorerst noch unbesetzt gebliebenen Teil der Tschechoslowakei und von dort nach Frankreich. Im Sommer 1939 reiste er nach Großbritannien aus. Dort beteiligte er sich mit Franz Rehwald und Willi Wanka in führender Weise an den Verhandlungen von Vertretern sudetendeutscher Flüchtlinge mit der kanadischen Regierung um Aufnahme von größeren Kontingenten dieser Flüchtlingsgruppe in Kanada. Anschließend siedelte er 1940 in die Vereinigten Staaten über.
In den Vereinigten Staaten betätigte Reichenberger sich zunächst als Vorsteher einer kleinen Gemeinde von amerikanischen Ureinwohnern und Russlanddeutschen in South Dakota. Später wurde er Vorsitzender der Jouroeymen's Association in Philadelphia und Präses der Kolpingfamilie in Chicago.
Während des Krieges und in der Nachkriegszeit war er einer der prominentesten Fürsprecher der Sudetendeutschen in den Vereinigten Staaten sowie Sprecher der sudetendeutschen Exilgemeinde in diesem Land. Seit 1944 amtierte er zudem als Vizepräsident des am 1. August 1944 von Wenzel Jaksch begründeten Demokratischen Sudeten-Komitees (Democratic Sudeten Committee).
Von den nationalsozialistischen Polizeiorganen wurde Reichenberger nach seiner Emigration als Staatsfeind eingestuft. Im Frühjahr 1940 setzte das Reichssicherheitshauptamt in Berlin ihn auf die Sonderfahndungsliste G.B., ein Verzeichnis von Personen, die der NS-Überwachungsapparat als besonders gefährlich oder bedeutend ansah, weshalb sie im Falle einer erfolgreichen Invasion und Besetzung der britischen Inseln durch die Wehrmacht von den Besatzungstruppen nachfolgenden Sonderkommandos der SS mit besonderer Priorität ausfindig gemacht und verhaftet werden sollten.

### Nachkriegszeit
Im April 1945 reiste Father Reichenberger mit der United States Army in die zum nun wieder errichteten tschechoslowakischen Staate gehörenden Siedlungsgebiete der Sudetendeutschen in Böhmen, Mähren und Tschechisch-Schlesien. Er dokumentierte die Übergriffe und Verbrechen tschechischer Soldaten und Milizen an der sudetendeutschen Bevölkerung, wurde aber trotz seines antifaschistischen Engagements des Landes verwiesen, weil er der Regierung der Tschechoslowakei mittlerweile als gefährlicher „deutscher Kritiker“ galt.
Für die sudetendeutschen Vertriebenen nahm Reichenberger in den Nachkriegsjahren eine herausragende Rolle ein, indem er – zunächst von den USA aus, nach seiner Rückkehr nach Europa von Bayern aus – Hilfsaktionen zu ihren Gunsten organisierte (zum Beispiel Versorgung mit Kleidung und Lebensmitteln) und ihre Interessen bei den alliierten Siegermächten, vor allem den Vereinigten Staaten, vertrat. Dieses Engagement und sein publizistisches Eintreten für die Vertriebenen aus Osteuropa – besonders der Deutschen Böhmens und Mährens – brachte ihm den Spitznamen eines „Vaters der Heimatvertriebenen“ ein.
Wegen seines Einsatzes für die Anerkennung deutschen Leids wurde Reichenberger in seiner Zeit und von späteren Autoren oft als „Reaktionär“ bewertet, der den Nationalsozialismus entschuldigen und die deutschen Verbrechen der Vorkriegs- und Kriegsjahre verharmlosen wollte. So führten die Historiker Peter Hayes und Jeffry Diefendorf in ihrem Buch Lessons and Legacies (2003) die Arbeit Reichenbergers für die Vertriebenen in dem Kapitel „Verharmlosung des Holocaustes“ als Beispiel für eine entsprechende Haltung zum NS-System auf.
1950 veröffentlichte er das Buch Europa in Trümmern, in dem er unter anderem verschwörungstheoretisch behauptete, der Friedensvertrag von Versailles sei in Wahrheit in einem „Rat der Freimaurerlogen“ geboren worden. Die Zahl der Deutschen, die aufgrund des Potsdamer Abkommens vertrieben wurden, gab er völlig überhöht mit 18 Millionen an, wovon fünf Millionen ums Leben gekommen seien. Hans-Henning und Eva Hahn charakterisieren das Buch als „in furiosem völkischem Vokabular formulierte Anklage gegen die Siegermächte beider Weltkriege“.
Munition lieferte Reichenberger seinen Kritikern durch zahlreiche Bücher, Rundschreiben und öffentliche Aufrufe, in denen er sich gegen das angebliche Konzept der deutschen Kollektivschuld an den NS-Verbrechen der Kriegsjahre einsetzte: In diesen vertrat er zwar die Auffassung einer umfassenden Verantwortung des deutschen Volkes für das Geschehene, bediente sich aber – insbesondere in Appellen an die sudetendeutschen Gemeinden und in seinen Predigten – eines von Tobias Weger als „grob“ und „völkisch“ gekennzeichneten Tones, der damals beim Publikum großen Anklang fand, aber nach dem Verdikt späterer Beurteiler nicht geeignet war zu einem Umdenken der sudetendeutschen Vertriebenen in ihrer Sicht auf die Geschehnisse der Jahre von 1936 bis 1945 und ihre Interpretation derselben beizutragen.
Die Auswahl der extrem rechtsgerichteten Verlage, insbesondere Stocker, Westland und Arndt, die nach 1945 seine Werke verlegt haben, war ebenfalls nicht geeignet, Reichenberger in irgendeiner Weise als an Versöhnung interessiert zu zeigen.

## Ehrungen
Papst Johannes XXIII. ernannte Reichenberger in Anerkennung seiner Verdienste um die katholische Kirche zum Päpstlichen Geheimkämmerer. Des Weiteren wurde er mit der Ehrendoktorwürde der Theologischen Fakultät der Universität Graz, der Ehrenbürgerschaft von Vilseck, der Ehrenbürgerschaft der Stadt Amberg (1951), dem Ehrenzeichen der Republik Österreich, dem Nordgau-Kulturpreis der Stadt Amberg in der Kategorie „Nordgauförderung“ (1956) und dem Ehrenbrief der Sudetendeutschen Landsmannschaft geehrt.
Von der Stadt Amberg wurde die Reichenbergerstraße am Eisberg nach ihm benannt.

## Schriften (Auswahl)
- Judas über Sudetenland, 1938. (anonym)
- Ostdeutsche Passion, Westland-Verlag, Düsseldorf 1948. (Nachdruck als Sudetendeutsche Passion. Für Wahrheit und Gerechtigkeit, Kiel 1995)
- Fahrt durch besiegtes Land, Pyramide-Verlag, Karlsruhe 1950.
- Europa in Trümmern. Das Ergebnis des Kreuzzuges der Alliierten, Leopold Stocker Verlag, Graz/Salzburg/Wien 1950,
- Wider Willkür und Machtrausch. Erkenntnisse und Bekenntnisse aus zwei Kontinenten, Graz und Göttingen 1955.
- Heimat der Sudetendeutschen, Volkstum-Verlag, Wien 1967. (mit Josef Starkbaum)
- Besuch bei armen Brüdern, Veritas-Verlag München 1951.